# Andrzej Gembicki (duchowny)
Andrzej Gembicki herbu Nałęcz (zm. w 1654 w Janowie Podlaskim) – biskup rzymskokatolicki, biskup pomocniczy gnieźnieński w latach 1628–1638, biskup diecezjalny łucki w latach 1638–1654, kanonik gnieźnieńskiej kapituły katedralnej, opat trzemeszeński.

## Życiorys
Syn Jana Gembickiego i Katarzyny Zaremba Cieleckiej, brat biskupa krakowskiego Piotra i biskupa chełmińskiego Jana.
Dzięki wsparciu swojego krewnego prymasa Wawrzyńca Gembickiego kształcił się w szkole jezuickiej w Kaliszu, na Akademii Krakowskiej i od 1617 na Uniwersytecie w Padwie.
Wawrzyniec Goślicki obsypał go zaraz po wyświęceniu licznymi kanoniami. Był kanonikiem gnieźnieńskim, kujawskim, łowickim od 1619, kustoszem kruszwickim. W latach 1620, 1625 i 1630 posłował od kapituły gnieźnieńskiej na sejm walny. Z poparciem biskupa krakowskiego Piotra Tylickiego został dziekanem krakowskim. W 1621 został opatem klasztoru kanoników regularnych w Trzemesznie.
W 1628 został prekonizowany na biskupa Teodozji, został biskupem pomocniczym prymasa Jana Wężyka i koadiutorem biskupa łuckiego Bogusława Radoszewskiego. W 1633 wziął udział w głośnej legacji kanclerza wielkiego koronnego Jerzego Ossolińskiego do Rzymu.
Biskupstwo łuckie objął 19 czerwca 1638. 9 czerwca 1641 przeprowadził synod diecezjalny w Łucku. Za jego rządów, podczas powstania Chmielnickiego, diecezja łucka została poważnie zniszczona. W 1643 wyznaczony został senatorem rezydentem.
Był członkiem konfederacji generalnej zawiązanej 31 lipca 1648 roku. Podpisał pacta conventa Jana II Kazimierza Wazy w 1648 roku.
Zmarł wiosną 1654 w Janowie Podlaskim. Pochowany został w kościele Karmelitów Bosych św. Michała Archanioła w Krakowie (świątynia dziś nieistniejąca) przez swego brata Piotra, biskupa krakowskiego.